# Niphona borneensis
Niphona borneensis är en skalbaggsart som beskrevs av Stefan von Breuning 1938. Niphona borneensis ingår i släktet Niphona och familjen långhorningar.
Artens utbredningsområde är Filippinerna. Inga underarter finns listade i Catalogue of Life.